# 知春里駅
知春里駅（ちしゅんりえき）は、中華人民共和国北京市海淀区に位置する北京地下鉄10号線の駅である。

## 駅構造
島式ホーム1面2線を有する地下駅。
駅構内には柱が無く、電子基板の装飾が為されている。

電子基板の装飾
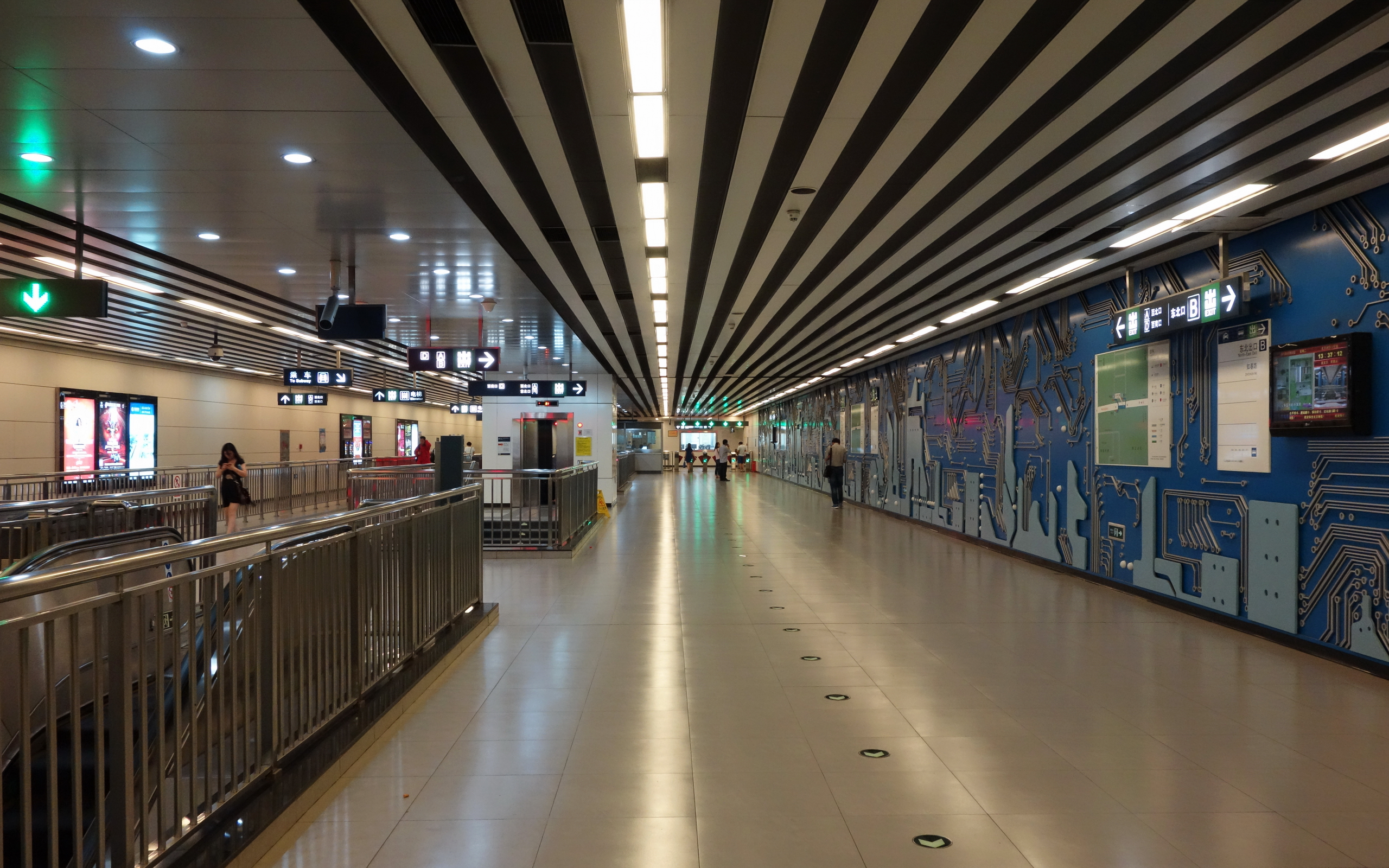
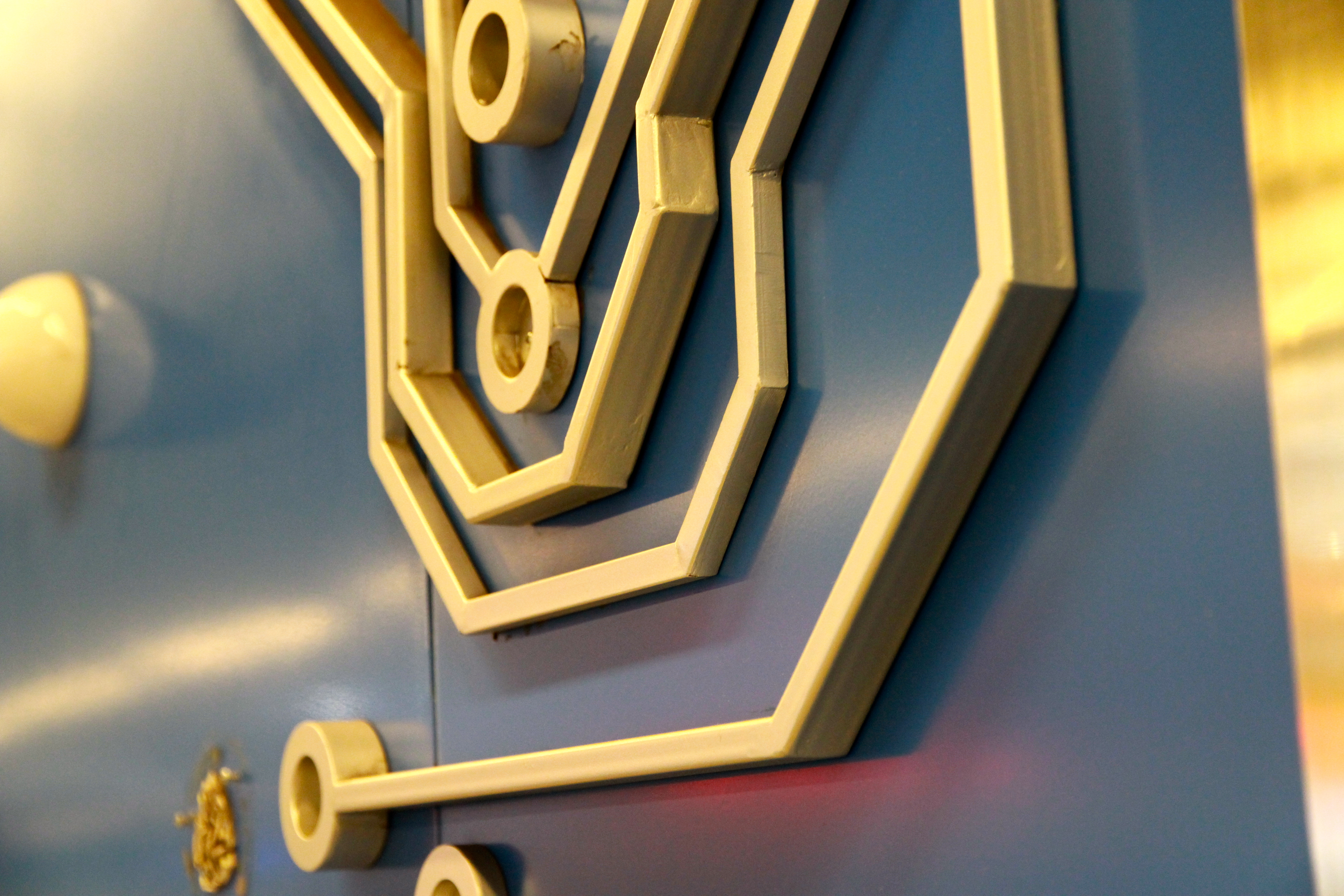
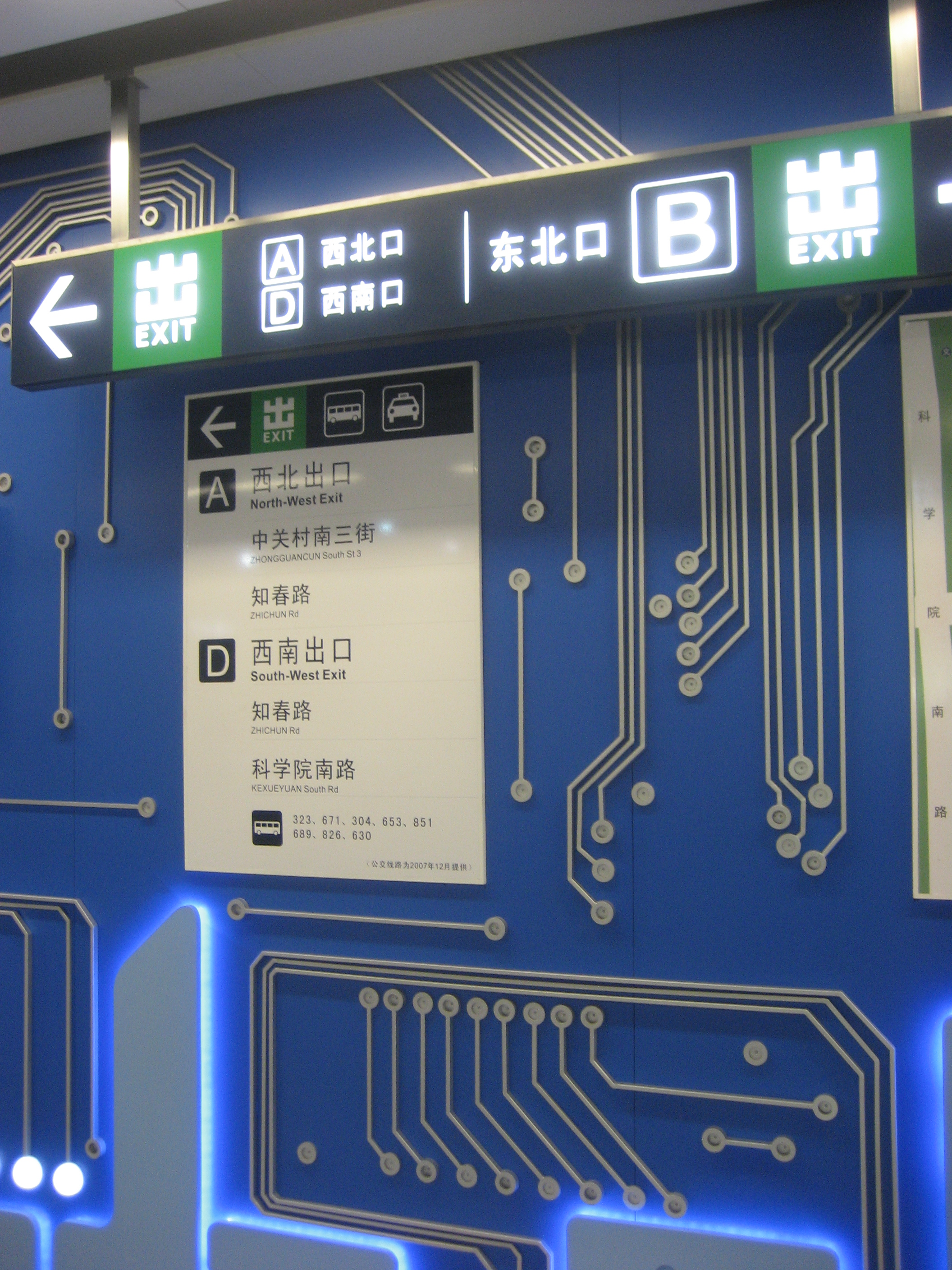
回路基板を模した壁と出入口案内

## 歴史
- 2008年7月19日 - 開業。

## 隣の駅
北京地下鉄
■10号線
海淀黄荘駅 - 知春里駅 - 知春路駅
座標: 北緯39度58分30秒 東経116度19分22秒 / 北緯39.97495度 東経116.3229度